# طريق أم قصر البصرة
طريق أم قصر البصرة المسمى طريق رقم (3) هو طريق سريع يبدأ من مدينة الزبير إلى مدينة أم قصر الساحلية جنوب العراق، محاذٍ لغرب خور الزبير يمرّ بميناء خور الزبير وينتهي عند ميناء أم قصر، اُنشئ سنة 1979م، يخدم الطريقُ المنشآت الصناعية والمجمعات السكنية ومزارع الطماطة على طول الطريق، طوله 76 كيلومتراً، وعرضه بين 7.5 و 8.5، ذو جزرة وسطية عرضها 5 أمتار، وله ممران للذهاب والإياب، أُنشئ أحد الممرين سنة 1979، وأنُشئ الممر الآخر للتوسعة سنة 2000م، الطاقة التصميمية للطريق 21 ألف سيارة يومياً، وتبلغ السيارات المارة ألف سيارة كل ساعة من جراء كثافة المنشآت في تلك المنطقة، السرعة القصوى للطريق 100 كيلومتر بالساعة، وهو طريق رئيسي صناعي تجاري سكاني زراعي، إذ على جوانبه مصانع ونقل تجاري ومساكن ومزارع، فازداد العبء على الطريق وكثرت الحوادت وساء ممر الذهاب فاضطرت مديرية مرور البصرة إلى إغلاق ممر الإياب بعدم صلاحيته، فانقسم ممر الذهاب إلى اتجاهين، الطريق ناقص التأثيث بعلامات الطريق وإرشادات السير.